# Parandra striatfrons
Parandra striatfrons là một loài bọ cánh cứng trong họ Cerambycidae.